# Kulturbund
La Kulturbund era una associazione culturale della Germania dell'Est.
Fu fondata nel 1945 a Berlino Est, con il nome Kulturbund zur demokratischen Erneuerung Deutschlands (Alleanza Culturale per il Rinnovamento della Germania Democratica). Inizialmente fu dedita alla diffusione di idee liberali anche tramite la pubblicazione di libri attraverso la sua casa editrice, la Aufbau Verlag, ma fu presto messa sotto il rigido controllo del Partito Socialista Unificato di Germania.
Nel 1974 fu istituzionalizzata come "organizzazione di massa" e rinominata come Kulturbund der DDR. In questa nuova veste più politicizzata gli furono assegnati 22 seggi nel Volkskammer e 2760 delegati negli organi di governo locali. Si dissolse nel 1990, pochi mesi dopo la caduta del muro di Berlino.